# Heinrich August Wrisberg
Heinrich August Wrisberg (Henricus Augustus Wrisberg, ur. 20 czerwca 1739 w Sankt Andreasberg, zm. 29 marca 1808 w Getyndze) – niemiecki lekarz, położnik i anatom. Studiował na Uniwersytecie w Getyndze, otrzymał tytuł doktora medycyny na podstawie dysertacji "De Respiratione Prima Nervo Phrenico Et Calore Animali: Pavca Disserit Et Simvl Vicarias Anatomiam Profitendi Operas Ad Diem XXIV. Octobris Aperiendas Indicit". Zajmował się położnictwem i neuroanatomią; opisał zwój Wrisberga, nerw pośredni (Wrisberga) i splot sercowy. Chrząstki klinowate krtani nazywane były niegdyś chrząstkami Wrisberga. Więzadło łąkotkowo-udowe tylne znane jest również jako więzadło Wrisberga.